# Prehod Venere
Prehôd Vénere je astronomski pojav, do katerega pride takrat, ko so na isti premici poravnani Sonce, Venera in Zemlja tako, da je Venera med Soncem in Zemljo. Prehod Venere je podoben Sončevemu mrku, pri katerem se znajde Luna med Soncem in Zemljo. Ker je Luna približno enake navidezne velikosti kot Sonce, v celoti (popolni Sončev mrk) ali delno (delni Sončev mrk) prekrije Sončevo ploskev. Navidezna velikost Venere je dosti manjša od navidezne velikosti Sonca - njen premer znaša le 1/30 premera Sonca (58 ločnih sekund, Sončev premer pa je 31,5 ločnih minut) - zato pri prehodu Venere vidimo le, kako majhen črn krogec - Venerina ploskvica - počasi leze čez svetlejšo ploskev Sonca.
Opazujemo lahko le prehode tistih planetov, ki se nahajajo znotraj Zemljine tirnice, torej Merkurja in Venere. Prehod Merkurja nastopi vsakih 7,5 let, Venere pa štirikrat v 243 letih, torej približno enkrat na stoletje. Zadnjič smo ga lahko opazovali leta 2004 in 2012.

## Posnetki
- Animacija prehoda Venere (o datoteki)
  - 
Animacija prehoda Venere, kot se vidi iz Zemlje (4.2 MB, format ogg / Theora).
- Prehod Venere leta 2004 v UV (o datoteki)
  - 
Bližnji posnetek prehoda Venere leta 2004, narejen v ultravijoličnem delu spektra. (1.6 MB, format ogg / Theora).
- Imate težave s predvajanjem? Na razpolago je pomoč za predstavnostno gradivo.

## Prehod 8. junija 2004
V Evropi ter večjem delu Azije in Afrike smo imeli nazadnje priliko opazovati ta redek nebesni pojav 8. junija 2004. Ploskev Venere se je dotaknila Sončeve ploskve ob 5. uri 19 m 59 s UTC, dosegla sredino prehoda, ko je Venerina ploskvica najbliže središču Sonca, ob 8. uri 22 m 35 s UTC, in se odlepila od Sončeve ploskve ob 11. uri 23 m 25 s UTC. Navedeni časi veljajo za opazovališče v Ljubljani.

## Pogostost pojava
Venera obkroži Sonce v 224,70 dneh, Zemlja pa v 365,25 dneh. Prehod lahko nastopi v spodnji konjunkciji, ko se Venera nahaja med Soncem in Zemljo. Takrat je Venera v mlaju. To se zgodi vsakih 583,92 dni. Ker pa je ravnina, v kateri kroži Venera, nagnjena za 3,40° glede na ekliptiko, Venera največkrat navidezno potuje nad ali pod Sončevo ploskvijo in prehoda ni. Prehod Venere namreč nastopi le takrat, ko premica, ki povezuje središči Venere in Zemlje, prebada Sonce. To se zgodi le, če nastopi spodnja konjunkcija dovolj blizu vozelne črte - premice, v kateri se sekata ravnini Venerine in Zemljine tirnice. Zemlja prečka Venerino vozelno črto petega junija (spustni vozel) in sedmega decembra (dvižni vozel). Venera se pojavi blizu vozelne črte hkrati z Zemljo le redko, približno enkrat na stoletje, zato je prehod zelo redek pojav.
Prehod Venere velja za enega najbolj redkih nebesnih pojavov. Prehodi Venere preko Sončeve ploskve nastopajo v parih. Med dvema prehodoma istega para mine osem let, čas med dvema paroma pa izmenično niha med 105,5 let in 121,5 let. Od izuma daljnogleda leta 1610 do prehoda 2012 se je zgodilo sedem takih prehodov:
- 7. december 1631
- 4. december 1639
- 6. junij 1761
- 3. junij 1769
- 9. december 1874
- 6. december 1882
- 8. junij 2004
- 6. junij 2012

Naslednji prehodi v prihodnjih 500 letih pa bodo: 
- 10. december 2117 (viden v Evropi!)
- 8. december 2125
- 11. junij 2247
- 9. junij 2255
- 13. december 2360
- 10. december 2368
- 12. junij 2490
- 10. junij 2498

## Določevanje razdalje med Soncem in Zemljo
Prehod Venere prek Sončeve ploskve je bil v zgodovini astronomije zelo pomemben pojav, saj so lahko z njim točno določili astronomsko enoto. Postopek temelji na tem, da zaradi paralakse začetek in konec prehoda opazimo na različnih krajih na Zemljini obli ob nekoliko različnih trenutkih. Razdalja med krajema na Zemlji tako služi kot merilo za razdaljo do Venera in Sonca.
Pojav je prvi napovedal Johannes Kepler za december leta 1631, vendar ga ni nihče opazoval. Čeprav so bile njegove Rudolfove tabele (Tabulae Rudolphinae) iz leta 1627 z legami planetov za tisti čas izredno točne, vseeno še ne dovolj, da bi se večina zavedala kako bo pojav viden v večjem delu Evrope. Pierre Gassendi je na podlagi Rudolfovih tabel sicer načrtoval opazovanje, vendar ga je prav zaradi netočnosti podatkov zamudil. Kepler je tudi nakazal, da bo prehod nastopal ciklično približno vsakih 120 let.
Prvi, ki je na ta način izmeril astronomsko enoto, je bil angleški astronom Jeremiah Horrocks. V nedeljo 24. novembra 1639 (po julijanskem koledarju) mu je kot prvemu uspelo opazovati Venerin prehod preko Sončeve ploskve na projicirani sliki Sonca, velikosti 6 palcev (152 mm), skozi 1½ palčni (38 mm) refraktor. Izračunal je oddaljenost do Venere na 95.000.000 km, kar je bilo sicer malo manj kot polovico premajhna vrednost, vendar do njegovega časa sploh najbolj točna. Horrock je tudi popravil, sicer odlične, Keplerjeve Rudolfove tabele glede prehoda in pojav celo pravilno napovedal. Pri tem si je največ pomagal z lastnim večletnim opazovanjem Venere in s Tabelami nebesnega gibanja (Tabulae motum coelestium) Philippa van Lansberga, po katerih je bilo zaradi neupoštevanja eliptičnih tirov planetov sklepati, da pojava ne bo. Horrocksove rezultate opazovanja so objavili šele 25 let po njegovi smrti leta 1666.
Kasneje leta 1761 in 1769 so s Halleyevim postopkom merjenja paralakse iz leta 1716 v več odpravah izmerili astronomsko enoto še točneje, vendar še ne zadovoljivo, predvsem zaradi netočnih zemljepisnih dolžin opazovališč.
Na Slovenskem je prvi opazoval pojav Janez Krstnik Schöttl 6. junija 1761 v Ljubljani, ki je bil ravno tisti dan tam službeno, in o opazovanju napisal rokopis Observationes Veneris per discum Solis an. 1761 die 6. Juni transeuntis factae Labaci. Njegove meritve prehoda je pohvalila tudi pariška Akademija znanosti (Académie des sciences).
V Pekingu je leta 1761 in 1769 opazoval tudi Ferdinand Avguštin Hallerstein, o čemer priča tudi tiskani dokument.